# Dirección General de Protección Internacional
La Dirección General de Protección Internacional (DGPI) es el órgano directivo del Ministerio del Interior, adscrito a la Subsecretaría, al que le corresponde todo lo relativo a las políticas del departamento en relación con los solicitantes de asilo político, refugiados, desplazados, apátridas y cualquier otro régimen de protección internacional. Actualmente, actúa como Oficina de Asilo y Refugio (OAR).

## Historia

### Antecedentes
Antes de la existencia de este órgano directivo, la política en relación con los asuntos de protección internacional fue responsabilidad de un órgano con nivel de subdirección general, y coordinado entre distintos departamentos ministeriales mediante la Comisión Interministerial de Asilo y Refugio. Cabe destacar, sin embargo, un antecesor indirecto, como fue la Dirección General de Extranjería y Asilo que existió brevemente entre diciembre de 1993 y junio de 1994, pero cuyas competencias abarcaron no solo la protección internacional, sino las políticas de extranjería.
Desde los años 1990, especial relevancia tomó la Oficina de Asilo y Refugio, que desde 2017 se correspondió con la Subdirección General de Protección Internacional. Este órgano directivo gestionó las responsabilidades del Ministerio del Interior para con la legislación de asilo y refugio pero, desde los años 2010, el deterioro de la seguridad y la democracia en América Latina, en países como Venezuela, Honduras o Nicaragua, así como otros conflictos más recientes como la invasión rusa de Ucrania, hizo que la carga de trabajo de este órgano se disparara, teniendo que reforzarse a finales de esta década los recursos humanos, que para el año 2020 alcanzaban los 300 empleados. El récord de solicitudes se alcanzó en 2022, con 119 240, superando las 118 446 solicitudes que hubo en 2019 tras la crisis presidencial en Venezuela.

### Dirección General
En 2023 continuó la tendencia ascendente del año anterior, superándose de nuevo el récord de solicitudes, con 137 900 solicitudes en los diez primeros meses de 2023. Por todo ello, a finales de 2023 se elevaron de rango estas competencias, con una Dirección General de Protección Internacional que fue creada por Real Decreto 1009/2023, de 5 de diciembre. La Dirección General se estructuró mediante tres nuevas subdirecciones generales (de Relaciones Institucionales e Información de Protección Internacional, de Asuntos Generales y Jurídicos de Protección Internacional, y de Instrucción de Protección Internacional y Apatridia), y asumió directamente las funciones de Oficina de Asilo y Refugio.

## Estructura
De esta Dirección General dependen los siguientes órganos:
- La Subdirección General de Relaciones Institucionales e Información de Protección Internacional, a la que corresponden las relaciones con organismos nacionales —tanto estatales como de otras administraciones—, internacionales o supranacionales con competencias en materia de protección internacional; la valoración y resolución de las solicitudes que se planteen en aplicación del Reglamento (UE) 604/2013 del Parlamento Europeo y del Consejo, de 26 de junio de 2013, por el que se establecen los criterios y mecanismos de determinación del Estado miembro responsable del examen de una solicitud de protección internacional presentada en uno de los Estados miembros por un nacional de un tercer país o un apátrida; y la valoración y resolución de solicitudes de transferencia de la responsabilidad sobre los refugiados, de conformidad con el Acuerdo europeo relativo a la transferencia de responsabilidad respecto de los refugiados, hecho en Estrasburgo el 16 de octubre de 1980.
- La Subdirección General de Asuntos Generales y Jurídicos de Protección Internacional, a la que corresponde la coordinación de la preparación de propuestas normativas al Consejo de Ministros y a los órganos superiores del Ministerio, así como a otros órganos directivos de los ministerios con competencias en materia de protección internacional, apatridia y protección temporal; y las relaciones con los órganos judiciales, así como la preparación de la información y la emisión de informe sobre los recursos de reposición presentados contra resoluciones de protección internacional, apatridia y protección temporal, sin perjuicio de las competencias asignadas a la Secretaría General Técnica.
- La Subdirección General de Instrucción de Protección Internacional y Apatridia, a la que corresponde la tramitación de las solicitudes de protección internacional presentadas en los puestos fronterizos; el ejercicio de la secretaría de la Comisión Interministerial de Asilo y Refugio (CIAR); la instrucción y resolución de los expedientes administrativos sobre protección internacional que le sean atribuidos por la normativa vigente; la instrucción y resolución de los expedientes administrativos de protección temporal en casos de flujos masivos de personas desplazadas; y la instrucción y resolución de los expedientes administrativos sobre apatridia.

## Directores generales
Al titular de la Dirección General de Protección Internacional le corresponde la presidencia de la Comisión Interministerial de Asilo y Refugio.
- Octavio Rivera Atienza (2024-presente).[12]